# Okręg wyborczy Salford South
Okręg wyborczy Salford South powstał w 1885 r. i wysyłał do brytyjskiej Izby Gmin jednego deputowanego. Okręg obejmował południową część miasta Salford w Greater Manchester. Okręg został zlikwidowany w 1950 r.

## Deputowani do brytyjskiej Izby Gmin z okręgu Salford South
- 1885–1886: William Mather
- 1886–1900: Henry Hoyle Howorth
- 1900–1906: James Grimble Groves, Partia Konserwatywna
- 1906–1910: Hilaire Belloc, Partia Liberalna
- 1910–1923: Anderson Montague-Barlow, Partia Konserwatywna
- 1923–1924: Joseph Toole, Partia Pracy
- 1924–1929: Edmund Ashworth Radford, Partia Konserwatywna
- 1929–1931: Joseph Toole, Partia Pracy
- 1931–1945: John Joseph Stourton, Partia Konserwatywna
- 1945–1950: Edward Arthur Hardy, Partia Pracy